# 四川盜龍
四川盜龍（學名："Szechuanoraptor"）是種未敘述的獸腳亞目恐龍，生存於侏儸紀中期（巴通階到卡洛夫階）的中國，化石發現於四川省的沙溪廟組。
模式種是董氏四川盜龍（"S. dongi"），是由Daniel Chure在2000年命名，化石包含大部分脊椎、手臂、腿部、臀部。其他種則有鹽都四川盜龍（"S. yandonensis"）、自貢四川盜龍（"S. zigongensis"）。以上種都沒有被正式敘述過。四川盜龍目前是個無資格名稱。